# Enicocephalidae
Enicocephalidae (лат.) — семейство хищных клопов, населяющее главным образом тропики.

## Описание
Тело удлинённое. Голова сильно вытянута, глаза очень расширены близ середины её длины, позади них есть глубокая поперечная бороздка, за которой лежат глазки. Усики из четырёх члеников, тонкие. Хоботок из четырёх члеников, очень толстый и короткий (короче головы). Передние бёдра утолщены к середине, передние голени сильно расширены к вершине и с выростом во внутреннем углу.

### Половой диморфизм
Вторичный (негенитальный) половой диморфизм встречается у всех представителей семейства Enicocephalidae. У большинства видов самки крупнее самцов, имеют меньшие глаза и более коренастые пропорции, особенно головы и ног. Также в семействе встречается и более резкий половой диморфизм также, который может быть связан с полиморфизмом крыльев. У микроптерных и бескрылых форм наблюдается потеря оцеллий, уменьшение размера глаз и изменение формы переднеспинки. В таксонах Нового Света наблюдается широкий диапазон размеров крыльев. Они варьируют от плезиоморфного состояния исключительно макроптерных форм у обоих полов (Gamostolus и некоторые эникоцефалиновые роды), диморфных или постоянно птеригополиморфных форм у одного или обоих полов (Boreostolus, некоторые Tornocrusus и некоторые Systelloderes) до состояния, когда самцы исключительно макроптерные, а самки — исключительно бескрылые (Hymenocoris и Alienates). В Новом Свете нет групп, в которых самцы были бы бескрылые.
- Enicocephalini: Hoplitocoris lewisi
- Enicocephalini: Xenicocephalus tomhenryi
- Hymenocoris formicinus

## Биология
Их биология плохо изучена. Это хищные клопы, питающиеся мелкими членистоногими, такими как коллемболы и симфилы. Они живут в подстилке, мхе, почве или под корой и почти всегда связаны с влагой.
Enicocephalidae — единственное семейство Heteroptera, в котором встречаются рои. Рои формируются, по-видимому, с целью спаривания, и есть по крайней мере два наблюдения особей в копуляции. Соотношение полов в рое варьирует в зависимости от таксона, хотя большинство роев состоят преимущественно из самцов. Они обычно образуются на солнечных расчищенных участках у опушек лесов или на открытых полянах, часто поздно вечером, хотя также сообщали о них и под пологом леса в середине дня. Рой появляется на высоте 1—6 м. Несколько авторов сообщали о сильном запахе, связанном с роями.
Некоторые эникоцефалиды обладают необычной среди Heteroptera способностью сбрасывать крылья (некоторые виды Gerridae и Aradidae также делают это). У нескольких видов Enicocephalus и очень немногих видов Neoncylocotis, а также у некоторых видов Oncylocotis из Старого Света и, вероятно, у большинства Nesenicocephalus, самка сбрасывает как передние, так и задние крылья. Сходное явление наблюдается у самок муравьёв и термитов после брачного полёта.
Мирмекофилия была описана в нескольких случаях, и это особое поведение было обобщено несколькими авторами (Jeannel 1942; Usinger 1932, 1945; Wygodzinsky & Schmidt 1991; Štys et al. 2010). Павел Штыс с соавторами (2010) описали Oncylocotis inexpectatus из Борнео, из колоний инвазивного «жёлтого сумасшедшего муравья», Anoplolepis gracilipes (Smith, 1857), вида, входящего в сотню самых опасных инвазивных видов по всему миру.

## Распространение
Это семейство космополитично, но преимущественно тропическое и субтропическое (Неотропика, Афротропика, включая Мадагаскар, Юго-Восточная Азия, Австралийская экозона, Новая Каледония, Новая Зеландия). Все роды эндемичны для своего региона, за исключением рода Systelloderes, который является практически космополитом и встречается от Канады до Новой Зеландии. На Ближнем Востоке встречаются 6 вида.
Два рода являются субантарктическими: Phthirostenus с Оклендских островов (или Моту-Маха) (50° южной широты) и Phthirocoris с островов Крозе (46° южной широты).
В Европе известен только один вид, Henschiella pellucida Horvath, 1888, встречающийся только в Боснии и Герцеговине (а в остальном мире — от Турции и Армении до Узбекистана).

## Палеонтология
Было найдено несколько ископаемых Enicocephalidae, относящихся к дюжине видов. Установлено существование двух вымерших подсемейств — †Allocephalocorinae и †Disphaerocephalinae. Остальные относятся к сохранившимся подсемействам: три — к Alienatinae (роды Alienates и †Paralienates) и пять — к Enicocephalinae (роды Enicocephalus и †Pyrenicocephalus). Самые древние датируются сеноманским периодом (нижний мел, между 99 и 93 млн лет назад) и были найдены в бирманском янтаре.
Древнейшие находки семейства происходят из раннемелового ливанского янтаря.

## Систематика
Известно около 400 видов. По мнению Павла Штыса, ещё предстоит описать более 2000 видов (в том числе по 1000 в каждом из крупных родов Systelloderes и Oncylocotis), что может изменить внутреннюю классификацию семейства или его концепцию.
Когда Джон Вествуд описал первые виды, которые впоследствии вошли в это семейство, он первоначально отнёс их к Reduviidae, хотя сразу же указал на различия с этим семейством. В 1860 году Карл Стол признал их отличительные особенности и создал для них отдельное семейство, Enicocephalidae, близкое к Reduviidae. В то время его определение было широким и соответствовало современному инфраотряду Enicocephalomorpha, то есть включало также Aenictopecheidae. В 1932 году Роберт Л. Усингер создал два подсемейства внутри Enicocephalidae, Aenictopecheinae и Enicocephalinae, сохранив их в составе Reduvioidea, в том числе в своей ревизии 1945 года. Когда Павел Штыс и И. М. Кержнер в 1975 году, эти два подсемейства были возведены в ранг семейства, а Enicocephalinae стали Enicocephalidae в современном понимании.
Внутренняя классификация семейства была создана Павлом Штысом в 1989 году, который добавил три подсемейства (Megenicocephalinae, Phallopiratinae и Phthirocorinae) к семейству Alienatinae, созданному Harry G. Barber в 1953 году и Enicocephalinae. В него также входят два ископаемых подсемейства. Однако, по мнению Петра Бонаржа, подсемейство Megenicocephalinae заслуживает статуса отдельного семейства.
По данным Schuh & Weirauch (2020), Catalogue of Life, BioLib, ITIS:
- подсемейство Enicocephalinae Stål, 1860
  - триба Enicocephalini Stål, 1860
    - род Embolorrhinus Jeannel, 1942[5]
    - род Enicocephalus Westwood, 1837[32]
    - род Euchelichir Jeannel, 1942
    - род Heissaptera Štys & Baňař, 2006[33]
    - род Henschiella Horváth, 1888[34]
    - род Hoplitocoris Jeannel, 1942[5]
    - род Lysenicocephalus Wygodzinsky & Schmidt, 1991[3]
    - род Oncylocotis Stål, 1856[35]
    - род Proboscidopirates Villiers, 1958[36]
    - род Pseudohenschiella Villiers, 1958[36]
    - род Stenopirates Walker, 1873
    - род Usingeriella Wygodzinsky, 1950
    - род Vuorilinna Štys, 1986
    - род Xenicocephalus Wygodzinsky & Schmidt, 1991[3]

  - триба Systelloderini Jeannel, 1942[5]
    - род Alkowdiella Štys, 2002
    - род Kulichoderes Štys, 2002
    - род Systelloderes Blanchard, 1852
    - род Ugloderes Štys, 2002

  - incertae sedis
    - род Brevidorsus Kritsky, 1977[37]
    - род Chiricocoris Wygodzinsky & Schmidt, 1991
    - род Cocles Bergroth, 1905
    - род Desystellores Villiers, 1958[36]
    - род Henicocorinus Štys, 1988
    - род Hymenocoris Uhler, 1892
    - род Lococytonis Villiers, 1969[18]
    - род Machadocoris Villiers, 1959
    - род Mateucoris Villiers, 1958[36]
    - род Neoncylocotis Wygodzinsky & Schmidt, 1991[3]
    - род Nesenicocephalus Usinger, 1939
    - род Owenoderes Štys, 2002
    - род Phaenicocleus Štys & Baňař, 2009
    - род Schenchiella Villiers, 1969[18]
    - род Trichopirates Villiers, 1958[36]
    - род Urnacephala Wygodzinsky & Schmidt, 1991[3]
    - род Usingeriella Wygodzinsky, 1950
    - род Utukhengal Štys, 2002[38]
    - род Vinsonicoris Villiers, 1969[18]
    - род †Pyrenicocephalus Štys, 2010
- подсемейство Megenicocephalinae Štys, 1989[39]
  - род Megenicocephalus Usinger, 1945
- подсемейство Alienatinae Barber, 1953
  - род Alienates Barber, 1953
  - род †Paralienates Maldonado-Capriles, Santiago-Blay & Poinar, 1996
- подсемейство Phallopiratinae Štys, 1989[39]
  - род Phallopirates Štys, 1985[40]
- подсемейство Phthirocorinae Štys, 1989[39]
  - триба Monteithostolini Štys, 1981
    - род Ciucephalus Štys, 1982
    - род Monteithostolus Štys, 1981

  - триба Phthirocorini Štys, 1989[39]
    - род Gourlayocoris Štys, 2002
    - род Phthirocoris Enderlein 1904
    - род Phthirostenus Štys, 2002
- подсемейство †Allocephalocorinae Luo, Baňař & Xie, 2021[17]
  - род †Allocephalocoris Luo, Baňař & Xie, 2021
- подсемейство †Disphaerocephalinae Štys, 1969[18]
  - род †Disphaerocephalus Cockerell, 1917
- incertae sedis
  - род †Enicocephalinus Azar, Fleck, Nel & Solignac, 1999[23]